# Concentrazione solare

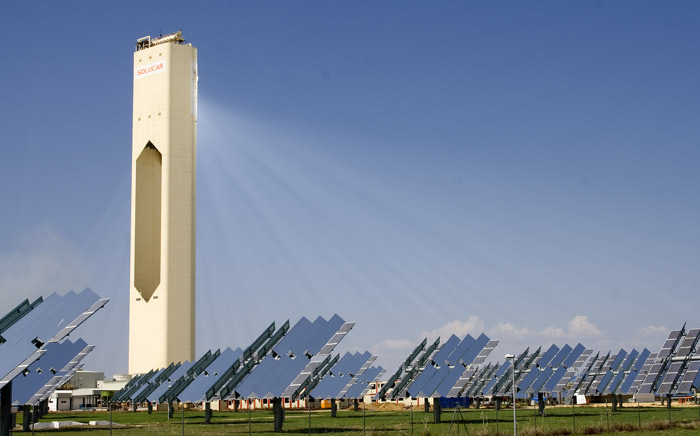
Impianto a concentrazione solare, Planta Solar 20, nei pressi di Siviglia, Spagna.

I sistemi a concentrazione solare permettono di convertire l'energia solare in energia termica, sfruttando la riflessione dei raggi solari ottenuta attraverso superfici riflettenti (sostanzialmente degli specchi), per concentrarla su un ricevitore di dimensioni contenute. In genere il calore viene convertito in energia meccanica tramite un motore termico (tipicamente una turbina a vapore) al cui asse motore è collegato (solidalmente o tramite una trasmissione meccanica) l'asse di un generatore elettrico. 

## Storia
Già in antichità, si narra che Archimede da Siracusa riuscì a respingere i Romani, che tentavano di assediare dal mare la città sicula, attraverso l'uso di rudimentali concentratori solari ottenuti da scudi in bronzo levigati. Soprattutto tra la fine dell'Ottocento e l'inizio del Novecento molte furono le macchine realizzate con sistemi a concentrazione solare. Questo positivo approccio verso una utilizzazione estensiva dell'energia solare tuttavia si bloccò a causa dell'avvento del petrolio e della prima guerra mondiale, per poi riprendere corpo nei primi anni '70 in seguito alla crisi petrolifera del 1973.
A tutt'oggi si sta passando da una fase di sperimentazione ad una di pre-commercializzazione di impianti CSP, prevalentemente per la produzione di energia elettrica. Si sta anche affermando una nuova classe di impianti a concentrazione detti CPV (dall'inglese concentrated photovoltaics) in grado di sfruttare al meglio e rendere vantaggioso l'impiego di celle fotovoltaiche ad altissima efficienza come le celle multigiunzione.

## Aspetti ingegneristici
In un sistema a concentrazione solare, rispetto ai classici collettori solari piani, si ottengono i seguenti vantaggi:
1. energetici: esprimibili in termine di rendimento di conversione solare-termico (in quanto le perdite convettive e radiative sono direttamente proporzionali all'area del ricevitore, che è per definizione più piccola dell'area del riflettore);
2. economici: i costi di costruzione si spostano principalmente sulle superfici riflettenti e sui relativi apparati di puntamento.